# Know-It-All
Know-It-All é o álbum de estreia da artista musical canadense Alessia Cara, que foi lançado oficialmente em 13 de novembro de 2015 pela Def Jam. O disco foi lançado em sequência a seu primeiro extended play Four Pink Walls, o que foi considerado uma prévia do álbum.

## Singles
O primeiro single, "Here", foi lançado em 30 de abril 2015 como um single do EP de Cara, Four Pink Walls. A canção se tornou a primeira de Cara a entrar no top vinte da Billboard Hot 100 e foi apresentada ao vivo por Cara no The Tonight Show with Jimmy Fallon com a banda do programa, The Roots. "Here" tem continuado avançando na tabela até conseguir chegar ao número dez. A canção recebeu um vídeo musical que foi dirigido por Aaron A.
"Wild Things" foi lançada em 27 de outubro de 2015. A canção será enviada para as rádios maistream norte-americanas em 9 de fevereiro de 2016, servindo como segundo single do álbum.

## Recepção da crítica
| Críticas profissionais | Críticas profissionais |
| Pontuações agregadas   | Pontuações agregadas   |
| Fonte                  | Avaliação              |
| ---------------------- | ---------------------- |
| Metacritic             | 70/100                 |
| Avaliações da crítica  |                        |
| Fonte                  | Avaliação              |
| AllMusic               | [ 10 ]                 |
| Billboard              | [ 11 ]                 |
| Pitchfork Media        | 5.5/10                 |

Know-It-All recebeu críticas positivas dos críticos de música, onde o site Metacritic atribuiu ao álbum uma média de pontuação de 70%, com base em 7 comentários, o que indica "geralmente opiniões favoráveis". AllMusic reagiu positivamente para o álbum, escrevendo "Indo pelo pelo nível de potencial mostrado aqui, é evidente que Cara acabará por precisar de assistência bem menos criativo." Billboard também foi positiva em sua avaliação do álbum: "A medida em que as primeiras impressões fluem, Know-It-All é um carismático equilíbrio entre os sonhos e a realidade que faz com que sua autora se exiba da maneira mais impressionante." Pitchfork Media foi mais mediana em sua análise: "Escrever com o coração não reflete, automaticamente, em letras profundas. Nunca é mais aparente que a abordagem de fábrica não está permitindo Cara a cumprir o seu potencial em 'Scars to Your Beautiful'".

## Desempenho comercial
Know-It-All estreou no número nove no ranking da Billboard 200 com vendas na primeira semana equivalentes a 36 mil unidades (22 mil em vendas puras, sem contar serviços de streaming).

## Turnê
A turnê que leva o nome do álbum será realizada por Cara a partir de 15 de janeiro de 2016.
| Datas da turnê          | Datas da turnê   | Datas da turnê   | Datas da turnê               |
| Data                    | Cidade           | País             | Local                        |
| América do Norte        | América do Norte | América do Norte | América do Norte             |
| ----------------------- | ---------------- | ---------------- | ---------------------------- |
| 15 de janeiro 2016      | Montreal         | Canadá           | Corona Theatre               |
| 16 de janeiro de 2016   | Toronto          | Canadá           | Danforth Music Hall          |
| 22 de janeiro de 2016   | Boston           | Estados Unidos   | Brighton Music Hall          |
| 24 de janeiro de 2016   | Washington, DC   | Estados Unidos   | 9:30 Club                    |
| 25 de janeiro de 2016   | Filadélfia       | Estados Unidos   | Theatre of Living Arts       |
| 26 de janeiro de 2016   | Nova Iorque      | Estados Unidos   | Webster Hall                 |
| 28 de janeiro de 2016   | Cleveland        | Estados Unidos   | Rock & Roll Hall of Fame     |
| 29 de janeiro de 2016   | Chicago          | Estados Unidos   | Metro                        |
| 30 de janeiro de 2016   | Detroit          | Estados Unidos   | St. Andrew's Hall            |
| 1 de fevereiro de 2016  | Atlanta          | Estados Unidos   | Terminal West                |
| 2 de fevereiro de 2016  | Nashville        | Estados Unidos   | Mercy Lounge                 |
| 4 de fevereiro de 2016  | Dallas           | Estados Unidos   | Granada Theater              |
| 5 de fevereiro de 2016  | Houston          | Estados Unidos   | The Studio at Warehouse Live |
| 6 de fevereiro de 2016  | Austin           | Estados Unidos   | Emo's                        |
| 9 de fevereiro de 2016  | Phoenix          | Estados Unidos   | Crescent Ballroom            |
| 11 de fevereiro de 2016 | São Francisco    | Estados Unidos   | The Fillmore                 |
| 12 de fevereiro de 2016 | Los Angeles      | Estados Unidos   | El Rey Theatre               |
| 29 de março de 2016     | Vancouver        | Canadá           | Vogue Theatre                |
| 31 de março de 2016     | Calgary          | Canadá           | Macewan Ballroom             |
| 1 de abril de 2016      | Edmonton         | Canadá           | Union Hall                   |

## Lista de faixas
| Edição padrão da América do Norte |                              | |                                  |         |  |
| N.º                               | Título                       | Compositor(es) | Produtor(es)                     | Duração |  |
| 1.                                | "Seventeen[b]"               | Alessia Caracciolo Andrew Wansel Warren Felder Coleridge Tillman Sam Gerongco Robert Gerongco William Robinson, Jr. Ronald White | Pop Wansel Oakwud Kuya [a]       | 3:33    |  |
| 2.                                | "Here[c]"                    | Caracciolo Wansel Felder Tillman S. Gerongco R. Gerongco Terence Lam Isaac Hayes                                                 | Pop Wansel Oakwud Sebastian Kole | 3:19    |  |
| 3.                                | "Outlaws"                    | Caracciolo Wansel Felder Tillman S. Gerongco R. Gerongco                                                                         | Pop Wansel Oakwud Kole           | 3:23    |  |
| 4.                                | "I'm Yours"                  | Caracciolo Wansel Felder Tillman                                                                                                 | Pop Wansel Oakwud Kole           | 3:49    |  |
| 5.                                | "Four Pink Walls"            | Caracciolo | Alan Nglish                      | 3:33    |  |
| 6.                                | "Wild Things"                | Caracciolo James Ho Tillman Thabiso Nkhereanye                                                                                   | Malay                            | 3:08    |  |
| 7.                                | "Stone" (com Sebastian Kole) | Caracciolo Ho Tillman | Malay                            | 3:48    |  |
| 8.                                | "Overdose"                   | Caracciolo Wansel Felder Tillman S. Gerongco R. Gerongco                                                                         | Pop Wansel Oakwud Kole           | 3:29    |  |
| 9.                                | "Stars"                      | Caracciolo Tillman S. Gerongco R. Gerongco Lam                                                                                   | Kole Kuya [a]                    | 3:40    |  |
| 10.                               | "Scars to Your Beautiful"    | Caracciolo Wansel Felder Tillman                                                                                                 | Pop Wansel Oakwud Kole           | 3:52    |  |
| Duração total:                    | Duração total:               | Duração total: | Duração total:                   | 35:34   |  |

| Faixas bônus da edição deluxe da América do Norte |                          |                                                                    |                 |         |  |
| N.º                                               | Título                   | Compositor(es)                                                     | Produtor(es)    | Duração |  |
| 11.                                               | "Here" (2:00 AM Version) | Caracciolo Wansel Felder Tillman S. Gerongco R. Gerongco Lam Hayes | Caracciolo Kole | 3:47    |  |
| 12.                                               | "River of Tears"         | Caracciolo Tillman                                                 | Kole            | 4:15    |  |
| 13.                                               | "My Song"                | Caracciolo Tillman Fredrik Ödesjö Per Eklund Björn Hallberg        | Fredro          | 4:02    |  |
| Duração total:                                    | Duração total:           | Duração total:                                                     | Duração total:  | 47:38   |  |

| Edição padrão internacional |                              |                                                                       |                        |         |  |
| N.º                         | Título                       | Compositor(es)                                                        | Produtor(es)           | Duração |  |
| 1.                          | "Seventeen[b]"               | Caracciolo Wansel Felder Tillman Gerongco Gerongco Robinson Jr. White | Wansel Oakwud Kuya [a] | 3:33    |  |
| 2.                          | "Here[c]"                    | Caracciolo Wansel Felder Tillman S. Gerongco R. Gerongco Lam Hayes    | Wansel Oakwud Kole     | 3:19    |  |
| 3.                          | "Outlaws"                    | Caracciolo Wansel Felder Tillman S. Gerongco R. Gerongco              | Wansel Oakwud Kole     | 3:23    |  |
| 4.                          | "I'm Yours"                  | Caracciolo Wansel Felder Tillman                                      | Wansel Oakwud Kole     | 3:49    |  |
| 5.                          | "Four Pink Walls"            | Caracciolo                                                            | Alan Nglish            | 3:33    |  |
| 6.                          | "Wild Things"                | Caracciolo Ho Tillman Nkhereanye                                      | Malay                  | 3:08    |  |
| 7.                          | "Stone" (com Sebastian Kole) | Caracciolo Ho Tillman                                                 | Malay                  | 3:48    |  |
| 8.                          | "Overdose"                   | Caracciolo Wansel Felder Tillman S. Gerongco R. Gerongco              | Pop Wansel Oakwud Kole | 3:29    |  |
| 9.                          | "Stars"                      | Caracciolo Tillman S. Gerongco R. Gerongco Lam                        | Kole Kuya [a]          | 3:40    |  |
| 10.                         | "Scars to Your Beautiful"    | Caracciolo Wansel Felder Tillman                                      | Wansel Oakwud Kole     | 3:52    |  |
| 11.                         | "Here" (2:00 AM Version)     | Caracciolo Wansel Felder Tillman S. Gerongco R. Gerongco Lam Hayes    | Caracciolo Kole        | 3:47    |  |
| 12.                         | "River of Tears"             | Caracciolo Tillman                                                    | Kole                   | 4:15    |  |
| 13.                         | "My Song"                    | Caracciolo Tillman Ödesjö Eklund Hallberg                             | Fredro                 | 4:02    |  |
| Duração total:              | Duração total:               | Duração total:                                                        | Duração total:         | 47:38   |  |

| Faixas bônus da edição deluxe internacional |                                 |                                  |                    |         |  |
| N.º                                         | Título                          | Compositor(es)                   | Produtor(es)       | Duração |  |
| 14.                                         | "I'm Yours" (ao vivo)           | Caracciolo Wansel Felder Tillman | Wansel Oakwud Kole | 3:56    |  |
| 15.                                         | "Wild Things" (versão acústica) | Caracciolo Ho Tillman Nkhereanye | Malay              | 3:11    |  |
| Duração total:                              | Duração total:                  | Duração total:                   | Duração total:     | 54:05   |  |

Notas
a  - denota co-produtor
b  - "Seventeen" contém uma interpolação de "My Girl" por The Temptations, escrita por William Robinson, Jr. e Ronald White.
c  - "Here" contém uma amostra de "Ike's Rap II", escrita e cantada por Isaac Hayes.

## Desempenho nas tabelas musicais
| Tabela musical (2015)          | Melhor posição |
| ------------------------------ | -------------- |
| Canadá (Billboard)             | 12             |
| Estados Unidos (Billboard 200) | 9              |

## Histórico de lançamento
| País           | Data                   | Formato(s)                | Gravadora   | Ref.          |
| -------------- | ---------------------- | ------------------------- | ----------- | ------------- |
| Canadá         | 13 de novembro de 2015 | CD download digital vinil | Def Jam UMG | [ 16 ] [ 22 ] |
| Estados Unidos | 13 de novembro de 2015 | CD download digital vinil | Def Jam UMG | [ 16 ] [ 22 ] |
| Reino Unido    | 11 de março de 2016    | CD download digital vinil | Virgin EMI  | [ 18 ] [ 19 ] |
| Mundo          | 11 de março de 2016    | CD download digital vinil | Virgin EMI  | [ 23 ]        |